# Пятёрка (карта)
Пятёрка — игральная карта достоинством в пять очков. Входит в состав 54- и 52-карточной колоды, отсутствует в 36- и 32-карточной колодах.

## В играх
В большинстве игр не имеет специального значения и является просто одной из младших карт.
В игре «Пятьсот» для четырёх игроков отбрасываются все двойки и тройки, а также чёрные четвёрки (пиковая и трефовая); при этом чёрные пятёрки становятся самыми младшими в своих мастях.
В блэкджеке большое число пятёрок в оставшейся колоде является неблагоприятным для игрока, так как дилер должен брать карту при 16 или менее очках и имеет бо́льшую вероятность собрать 21 очко и меньшую вероятность перебора.
В техасском холдеме стартовая рука из пары пятёрок иногда называется «ограничение скорости» (англ. speed limit) от распространённого в США ограничения скорости на дорогах 55 миль/ч.
Пасьянсы
В пасьянсе «Котильон» в качестве базовых карт используются не тузы, как в большинстве пасьянсов, а пятёрки и шестёрки.

## Дизайн карты
Традиционный дизайн карты во французской системе мастей включает пять символов (очков) масти, по одному в каждом из углов и одно в центре карты; два очка у верхнего края и одно центральное ориентированы в одну сторону, два у нижнего — в противоположную. На современных картах в двух противоположных углах (реже — во всех четырёх) приводится индекс — цифровое обозначение «5» и уменьшенный символ масти.

Пятёрка пик
Пятёрка треф
Пятёрка бубён
Пятёрка червей

### В других колодах
В колоде Таро пятёркам пик, треф, бубён и червей аналогичны пятёрки мечей, жезлов, денариев и кубков соответственно.
Ниже приводятся изображения этих карт из колоды таро Висконти — Сфорцы (1450), в которой масть жезлов заменена стрелами.

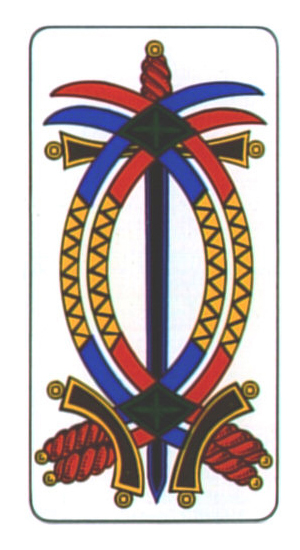
Пятёрка мечей
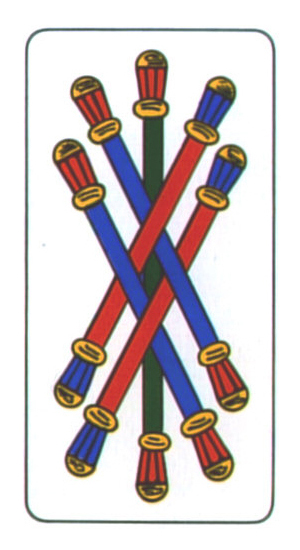
Пятёрка стрел (жезлов)
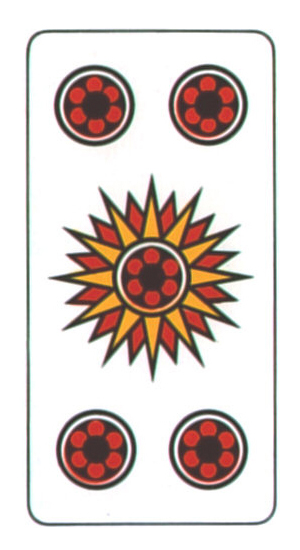
Пятёрка денариев
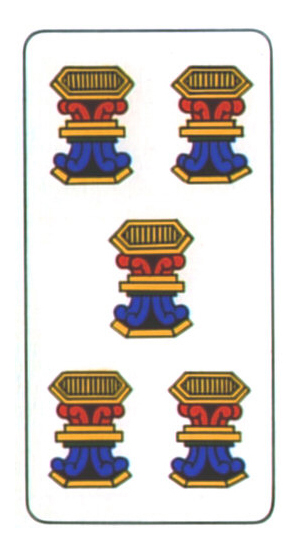
Пятёрка кубков

Те же масти употребляются в итало-испанской колоде:

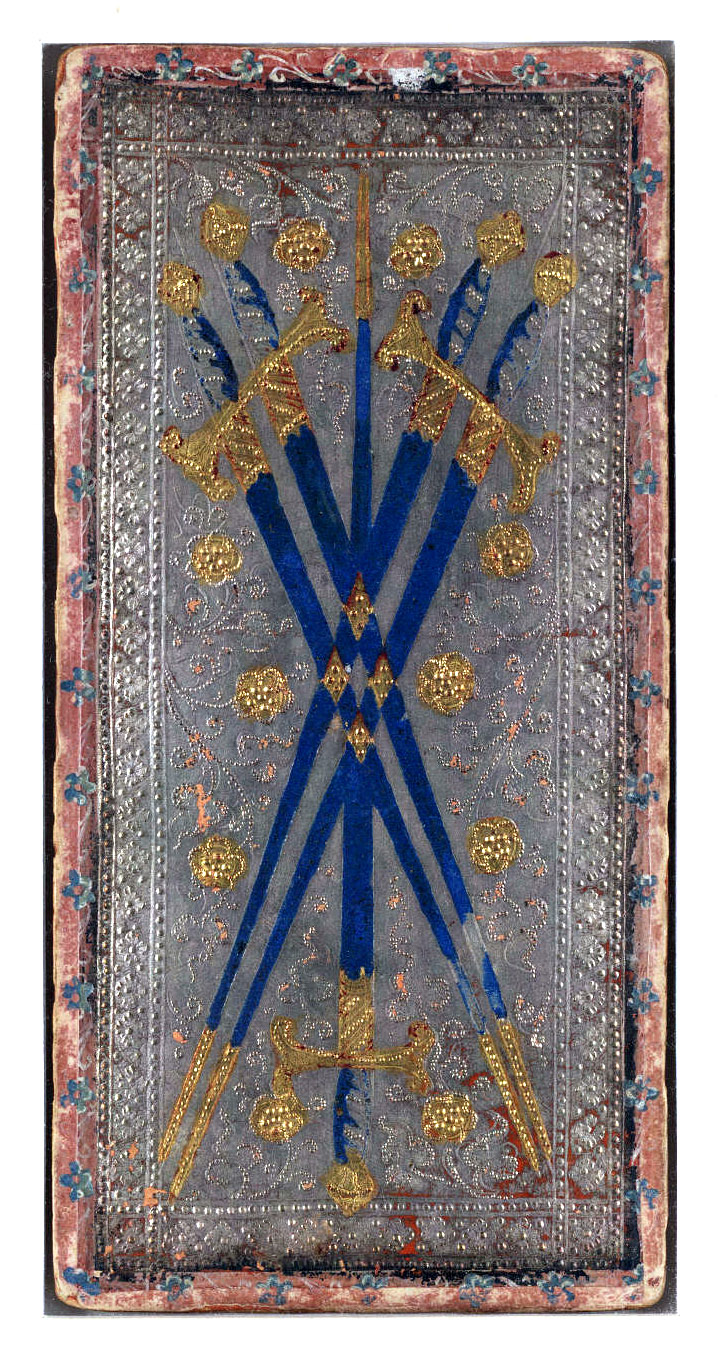
Пятёрка мечей
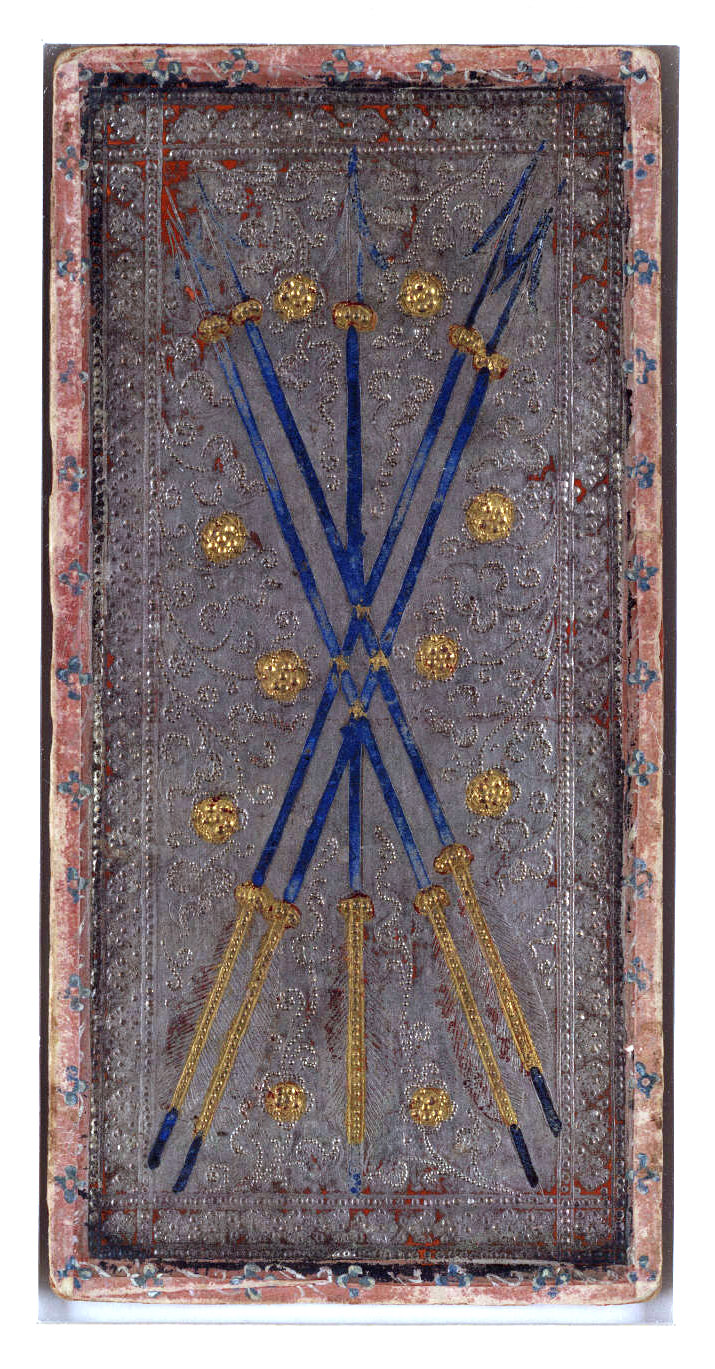
Пятёрка жезлов
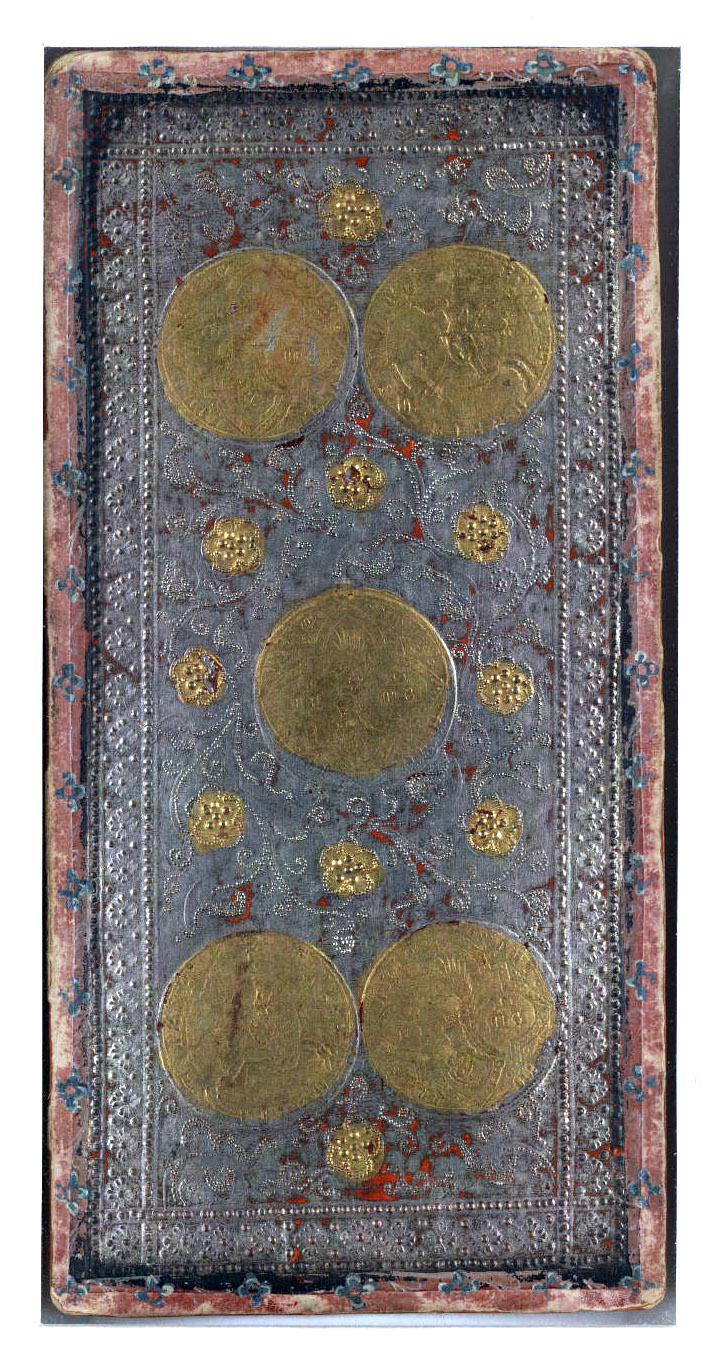
Пятёрка денариев
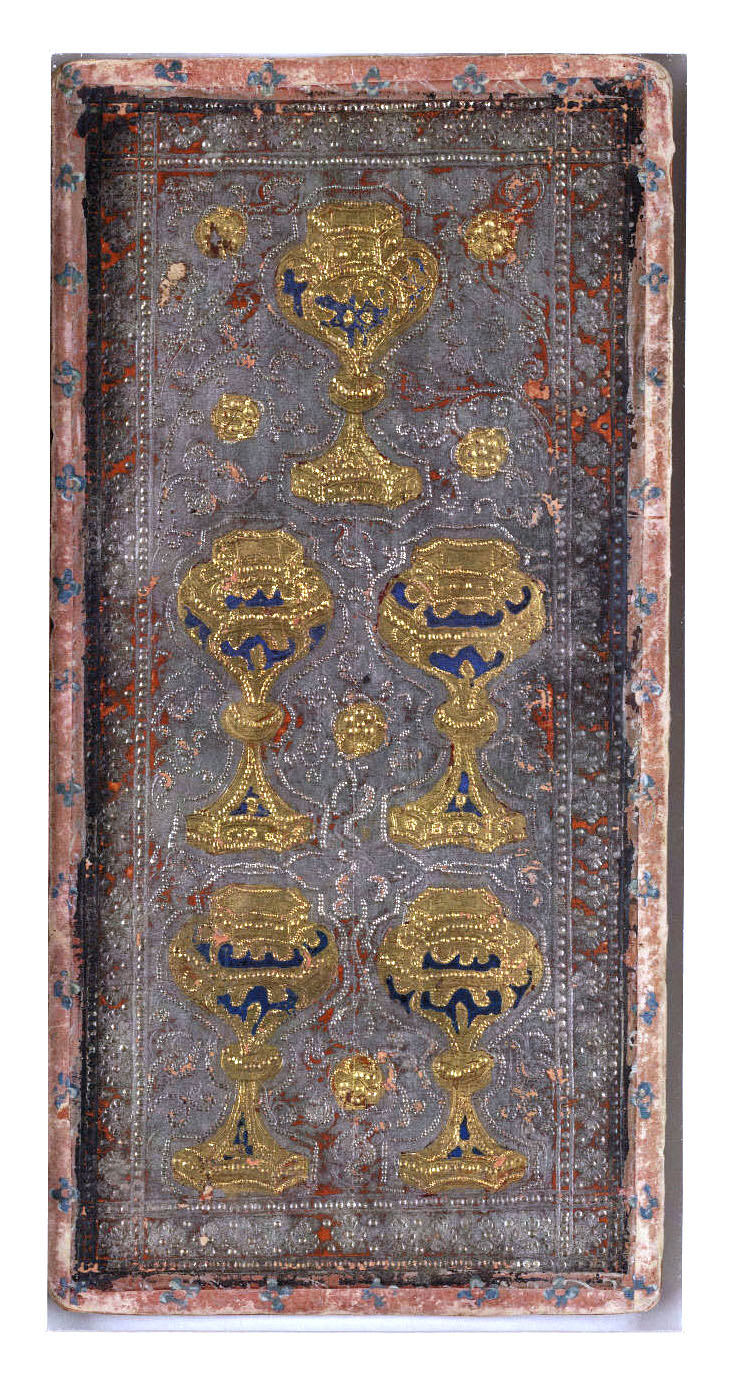
Пятёрка кубков

## Упоминания в литературе

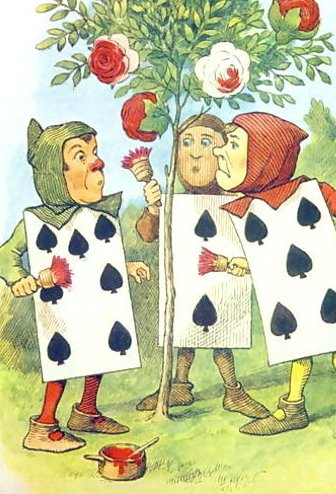
Рисунок Дж. Тенниела

Пиковая пятёрка (наряду с двойкой и семёркой) упоминается в повести Льюиса Кэррола «Алиса в Стране чудес».
Пятёрка с Семёркой ничего не сказали, но посмотрели на Двойку; тот оглянулся и тихо сказал:
— Понимаете, барышня, нужно было посадить красные розы, а мы, дураки, посадили белые. Если Королева узнает, нам, знаете ли, отрубят головы. Так что, барышня, понимаете, мы тут стараемся, пока она не пришла…
(перевод Н. Демуровой)

## В Юникоде
Начиная с версии 6.0 стандарта Юникод в нём предусмотрены следующие коды:
- Пятёрка пик — 1F0A5 playing card five of spades
- Пятёрка червей — 1F0B5 playing card five of hearts
- Пятёрка бубён — 1F0C5 playing card five of diamonds
- Пятёрка треф — 1F0D5 playing card five of clubs